# Utopier i verkligheten
Utopier i verkligheten är en novellsamling av August Strindberg utgiven 1885. Fyra noveller ingår i samlingen: Nybyggnad, Återfall, Över molnen och Samvetskval. Liksom i Giftas handlar novellerna mycket om förhållandet mellan man och kvinna. Strindberg tar i detta verk ställning för socialism tydligare än i något annat av sina skönlitterära verk. Hans politiska åsikter vid denna tid ligger nära de ryska narodnikernas idéer.
Endast den människa som utfört något nyttigt arbete har rätt att existera. Det är den bärande tanken i den socialistiska framtidsstat som Strindberg med entusiasm tecknar i en av novellerna. I detta samhälle finns inga pengar, utan var och en betalar med sitt arbete för vad han behöver.

## "Samvetskval"
"Samvetskval" handlar om krigets fasor. Det är berättelse om en tysk officer von Bleichroden som under fransk-tyska kriget på order från högkvarteret tvingas låta skjuta tre franktirörer. Han håller på att bli vansinnig av fasa över sin gärning. Han kallar till sig prästen i den lilla franska by där han ligger inkvarterad, och prästmannen talar om den lögnens ängel som "går omkring med en korg rosor och beströr avskrädeshögarna i livet". Den ängeln
| ” | går igen i hela livet och förfalskar, förfalskar! Varför, ni krigare, varför klädas ni i granna dräkter med guld och lysande färger? Varför arbeta ni alltid under musik och flygande fanor? Är det icke för att dölja vad som ligger bakom ert yrke? Om ni älskade sanningen, skulle ni gå i vita blusar, som slaktare, så att blodfläckarna syntes rätt väl, ni skulle gå med kniv och märgpryl som styckemästare i slaktarboden, med bilor drypande av blod och klibbiga av talg! I stället för musikkårer skulle ni fösa en skara tjutande människor framför er, människor som blivit vansinniga av synerna på slaktfältet; i stället för fanor skulle ni bära svepningar och på trossen draga likkistor! | „ |

Allteftersom prästen talar bryter vansinnet ut hos löjtnant von Bleichroden. Man måste binda honom och forsla honom till ett hospital. När hans stackars hustru kommer för att besöka honom hör hon redan på avstånd från vårdanstalten den vanvettiges förfärliga skrik, som är så fasansfulla att hon faller medvetslös ned på vägen. Och hennes bror, som följt henne, står och ser upp mot den blå vårhimlen och tänker för sig själv: "Om det kunde höras dit upp – men det är säkerligen för högt!"